# Augustin Puissant
Pierre Augustin Marie Louis Ghislain Puissant (Hanzinelle, 29 juni 1782 - 17 december 1867) was een Belgisch volksvertegenwoordiger.

## Levensloop
Puissant was een zoon van de industrieel Simon Puissant en van Catherine Maghe. Hij bleef vrijgezel.
Als industrieel, actief in koolmijnvennootschappen was hij secretaris van de Conseil minier in Jumet en voorzitter van de Association Charbonnière de Charleroi.
Hij was gemeenteraadslid van Jumet van 1828 tot 1837 en was van 1828 tot 1836 burgemeester.
In 1839 werd hij liberaal volksvertegenwoordiger voor het arrondissement Charleroi en vervulde dit mandaat tot in 1843.